# Kamienica przy ulicy Karmelickiej 8 w Krakowie
Kamienica przy ulicy Karmelickiej 8 – zabytkowa kamienica znajdująca się w Krakowie, w dzielnicy I przy ulicy Karmelickiej, na Piasku.
Kamienica została wzniesiona w 1896 roku, według projektu architekta Aleksandra Biborskiego. W 1911 roku budynek został częściowo przebudowany według projektu Jozue Oberledera.
15 listopada 1995 kamienica została wpisana do rejestru zabytków. Znajduje się także w gminnej ewidencji zabytków.